# Papirusul Rhind

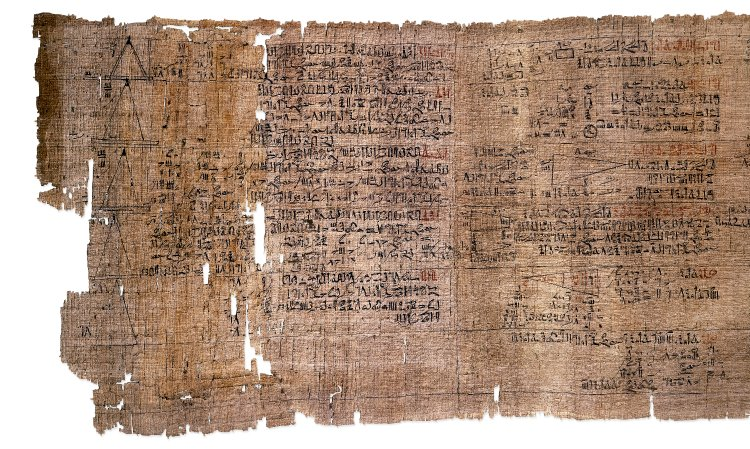
O porțiune din papirusul Rhind

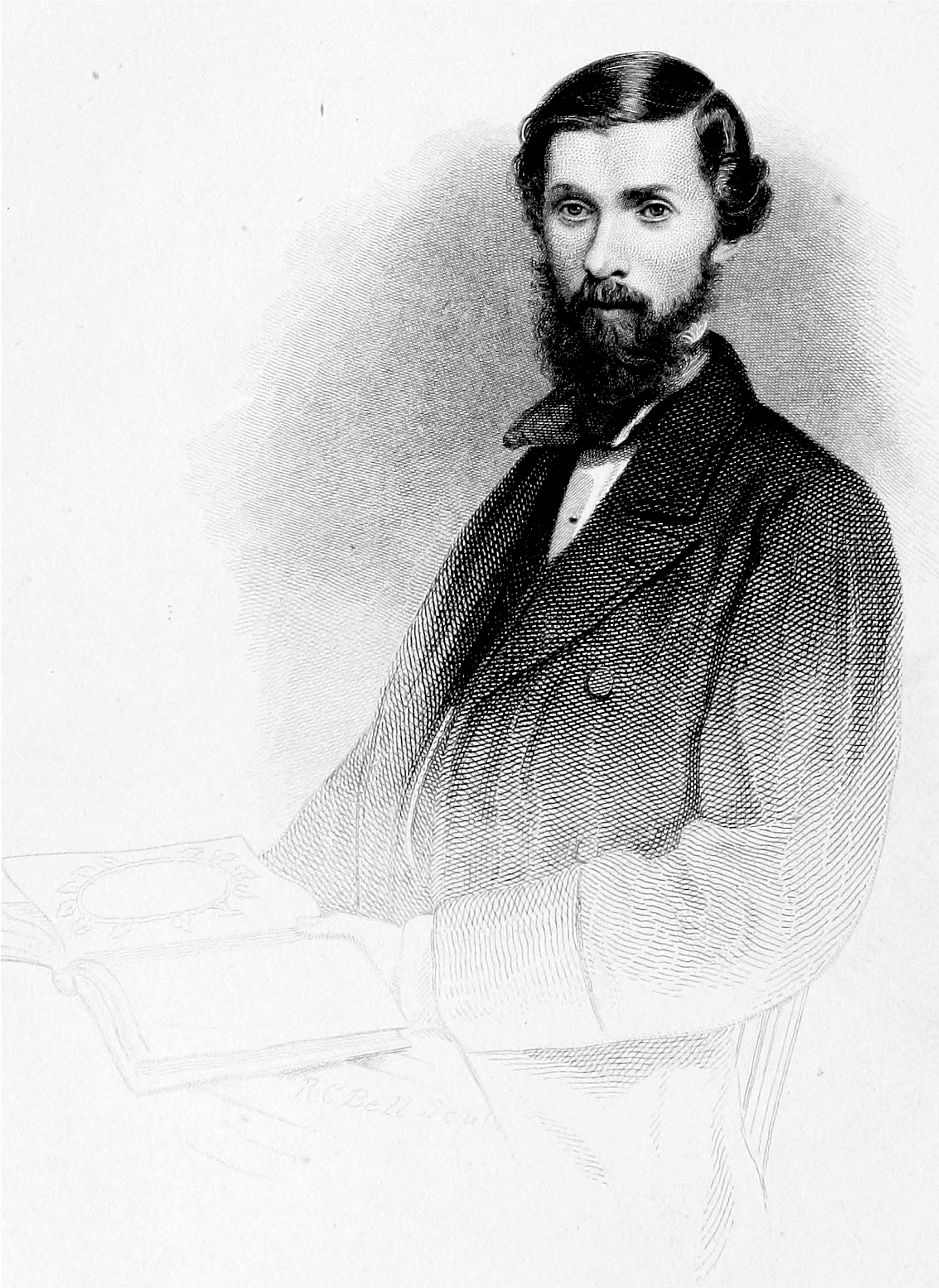
Alexander Henry Rhind

Papirusul Rhind (numit și papirusul British Museum 10057 și pBM 10058) este un document din Egiptul antic datat în jurul anului 1650 î.Hr. și care conține 85 de probleme de matematică. Poartă numele egiptologului Alexander Henry Rhind, care l-a achiziționat în anul 1858 din Luxor.
Se crede că este copia unuia mai vechi, datând din perioada 1842 - 1800 î.Hr. Este lung de aproape 20 cm și lat de 32 cm și se păstrează la British Museum.
Papirusul a fost scris de scribul Ahmes și poartă titlul: Instrucțiuni pentru a cunoaște toate lucrurile secrete. Problemele sunt grupate în trei categorii: probleme de aritmetică, de arii și volume, diferite probleme cu caracter economico-aplicativ.
Din document reiese că problema calculului aproximativ al ariei cercului a constituit o preocupare veche de patru milenii. Papirusul mai conține probleme legate de calculul piramidelor, ecuații de gradul întâi cu o necunoscută și modalități de notare a fracțiilor.